# ابن زنباع الطنجي
أبو الحسن بن زنباع الصنهاجي، المعروف أيضًا بـابن زنباع الطنجي، كان أديبًا وطبيبًا وفقيهًا مغربيًا، تولّى منصب القضاء في طنجة خلال عهد المرابطين، بينما تولّى صديقه القاضي عياض قضاء سبتة. وقد ذكره أبو العباس القلقشندي في كتابه صبح الأعشى باعتباره من أهل طنجة، كما وصفه الفتح بن خاقان بأنه كان "عالِمًا بالطب، واضح المنهاج، موفق العلاج".
كان مولعًا بجمال الطبيعة، فوصفها في أشعاره، كما عبّر عن انتصارات الجيوش المرابطية في الأندلس في شعره. وعاش في أواخر القرن الخامس الهجري وأوائل القرن السادس الهجري.

## نسبه
ينتسب إلى حمير حسب رواية القلقشندي، ويستشهد على ذلك ببيت شعرٍ قال فيه:
تَلافَني قبل التلاف فإنني
من حِمْيرٍ وسيأخذونك في دمي
كما أورد عبد العزيز الملزوزي:
وإن صَنْهاجَ سليلُ حِمْيَرٍ
وهو ابنه لصلبه لا العنصر

## اسمه
ذكر عبد الله كنون أن اسمه في بعض المخطوطات هو "ابن بياع"، كما ورد في كتاب شهاب الخفاجي طراز المجالس. ويبدو أن هـ. بيريس المستشرق الفرنسي أشار إلى أنه يُعرف بالاسمين معًا: ابن زنباع وابن بياع.

## مكانته
كان ابن زنباع من كبار فقهاء عصره، وجمع بين الفقه، والطب، والبيان، والنظم. ذُكر في *القلائد* ضمن أعيان القضاة، إلى جانب أسماء مثل أبو وليد الباجي، وابن حمدين، وابن عطية الأندلسي، وأبو عبيد البكري، وابن السيد البطليوسي.

## شعره
من أشهر أشعاره قصيدته "الربيعية"، التي قال فيها:
أبدت لنا الأيام زهرة طيبها
وتسربلت بنضيرها وقشيبها
...
تشدو وتهتز الغصون كأنما
حركاتها رقص على تطريبها
وقد امتازت قصائده بالبلاغة، وسعة الثقافة، والتخيل الحي. قال عنه الفتح بن خاقان إنه "واضح المنهاج، موفق العلاج"، إشارة إلى تمكنه في الطب.

## مؤلفاته
- ديوان أبي الحسن بن زنباع الطنجي (مخطوط)
- مذكور في مصادر مثل: ذكريات مشاهير المغرب لعبد الله كنون.